# 麻生交通
株式会社麻生交通（あそうこうつう）は、熊本県上益城郡御船町に本社を置くバス、タクシー事業者である。

## 沿革
旧・麻生タクシー
- 1963年12月 - あそタクシー営業開始。
- 1972年10月 - 甲佐町営乗合バス運行業務開始。

現・麻生タクシー → 麻生交通
- 1981年1月 - 有限会社麻生タクシーとして法人組織設立。
- 2004年4月 - 一般貸切旅客自動車（中型、マイクロバス等）運送事業開始。
- 2007年4月2日 - 熊本バスの路線（田代線、水越線）を引き継いだ「御船町コミュニティーバス」（左同）の受託運行開始[1]（路線バス事業に参入）。
- 2008年12月 - 麻生タクシー・甲佐タクシー（甲佐町）・中央観光タクシー（美里町）の三社を統合し株式会社麻生交通となる。

有限会社中央観光タクシーの
三社を統合し、株式会社麻生交通とする
- 2009年4月1日
  - 熊本バスの路線（氷川ダム線、小市野線）を引き継いだ美里町の路線バス（氷川ダム線、鶴場線）の受託運行開始[2]。
  - 御船町コミュニティーバスダイヤ改正[3]。
    - 田代線の田代西、大谷峠、中野、座女木のバス停と、三間伏 - 九十九折 - 水源間の廃止。
    - 田代地区中学校スクールバススクールバス廃止（混乗化）により時刻変更。
- 2009年6月18日 - 御船町コミュニティーバスダイヤ改正。
  - 田代線の浅の藪地区乗入、水越線の有水公民館、五ヶ瀬公民館乗入開始。

2014年1月より桜の馬場 城彩苑～頬当御門間シャトルバス運行業務委託を開始

## 路線

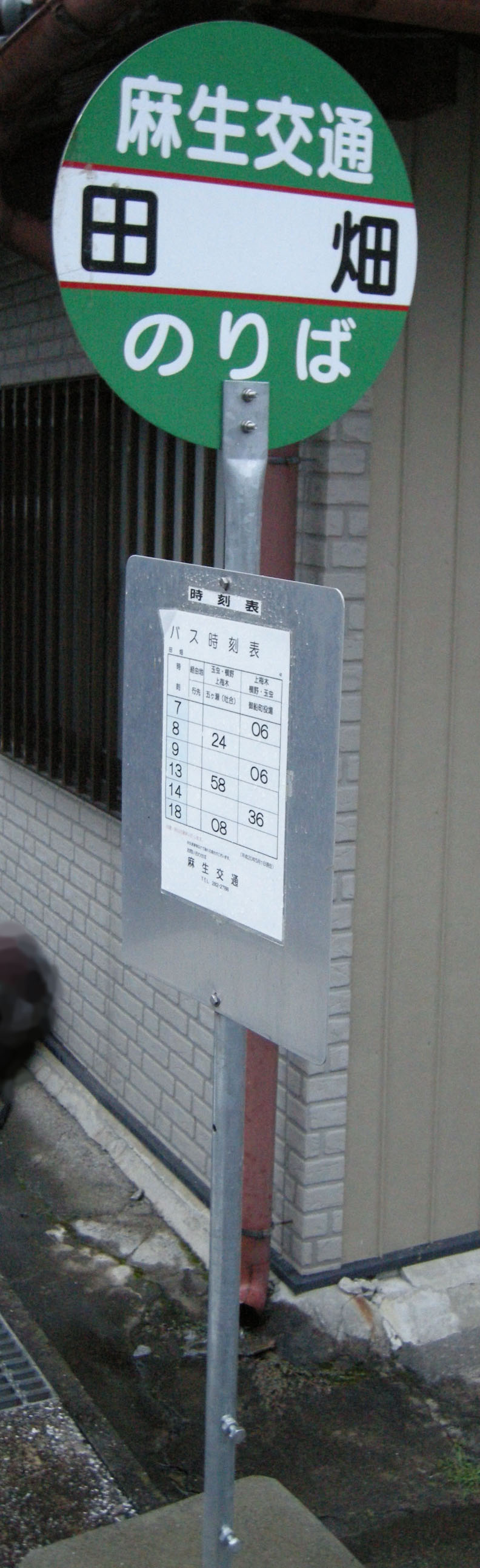
麻生交通のバス停

現在運行しているバス路線は以下の通り（2021年6月現在）。いずれも元・熊本バスの廃止代替バス路線である。

### 御船町コミュニティーバス
御船町コミュニティーバスは田代線と水越線の2路線を担当している。
田代線・水越線、いずれも「（バス停名）」の停留所は毎週木曜日の1往復のみ運行。
田代線・水越線、いずれも日曜・祝日は運休。
2024年7月1日改正
田代線
- 御船町役場前 - 麻生交通前[4] - 天君ダム入口 - 染野 - 牧の原 - （下山） - 玉来 - 田代 - 上田代 - （浅の藪公民館前）

水越線
- 御船町役場前 - 玉虫団地※ - 横野 - 田畑 - （有水公民館前） - 馬立 - 五ヶ瀬[5] - （五ヶ瀬公民館）

※印の「玉虫団地（および玉虫）」は午前の下り便は通過。

### 美里町委託バス
美里町委託バスは甲佐町発着の氷川ダム線と鶴場線の2路線を担当している。
氷川ダム線
- 団地前[7][8] - 熊本バス営業所 - 堅志田 - 役場前（中央庁舎） - こんぴら入口 - 佐俣の湯 - 鶴場 - 坂本石段前 - 氷川ダム前
  - 氷川ダム前バス停で八代市街方面への産交バスとの乗り継ぎが可能。

鶴場線
- 熊本バス営業所 - こんぴら入口 - 小市野 - 白石野 - 下小市野 - 鶴場

### 熊本市委託バス

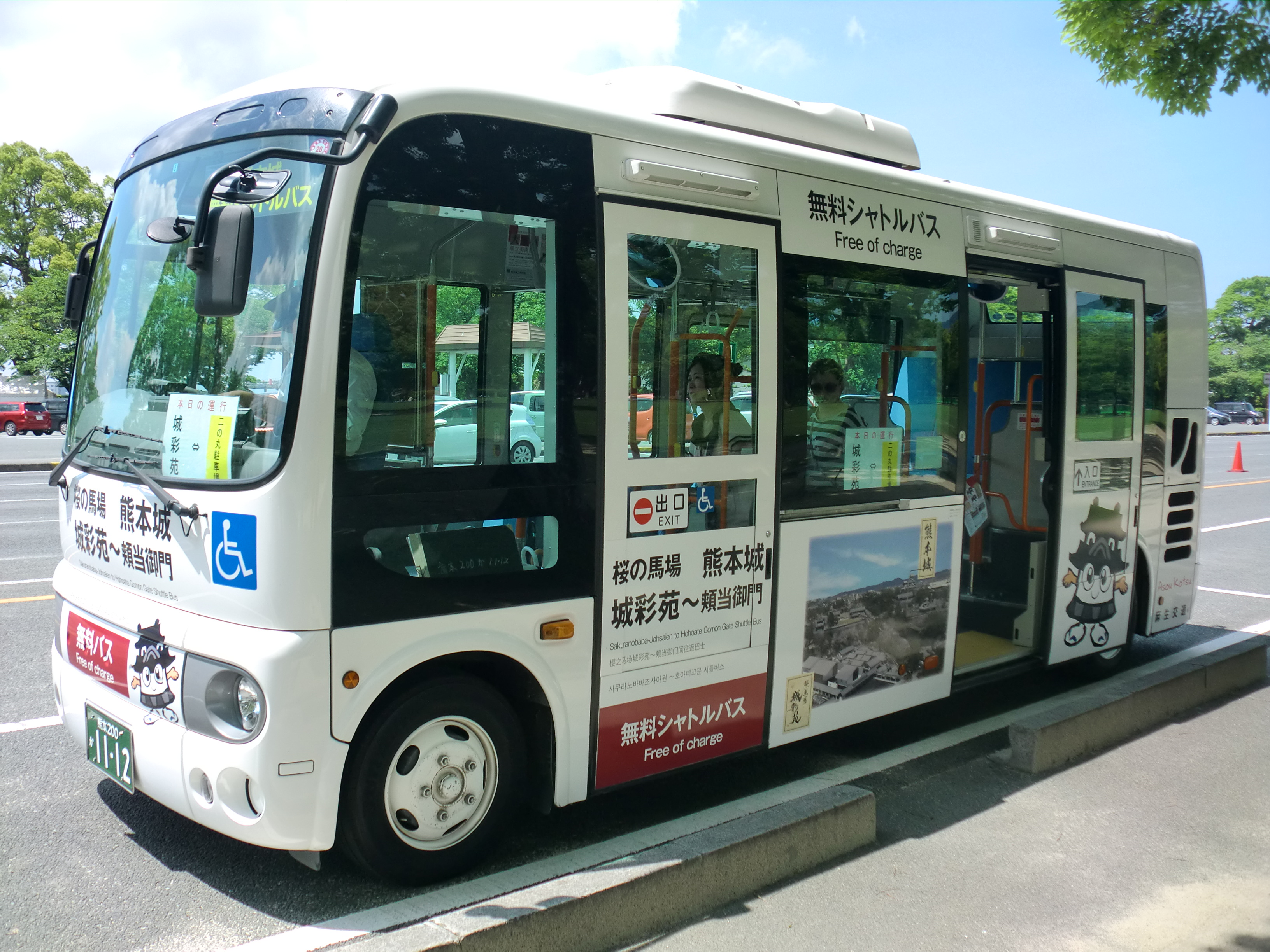
熊本城無料シャトルバス
- 桜の馬場城彩苑 - 熊本城頬当御門

2014年1月から産交バス・電鉄バスと変わり運行している。

## 車両
- 日野自動車・リエッセ
- トヨタ自動車・コースター／コースターR
- トヨタ自動車・ハイエース
- 三菱ふそう・ローザ

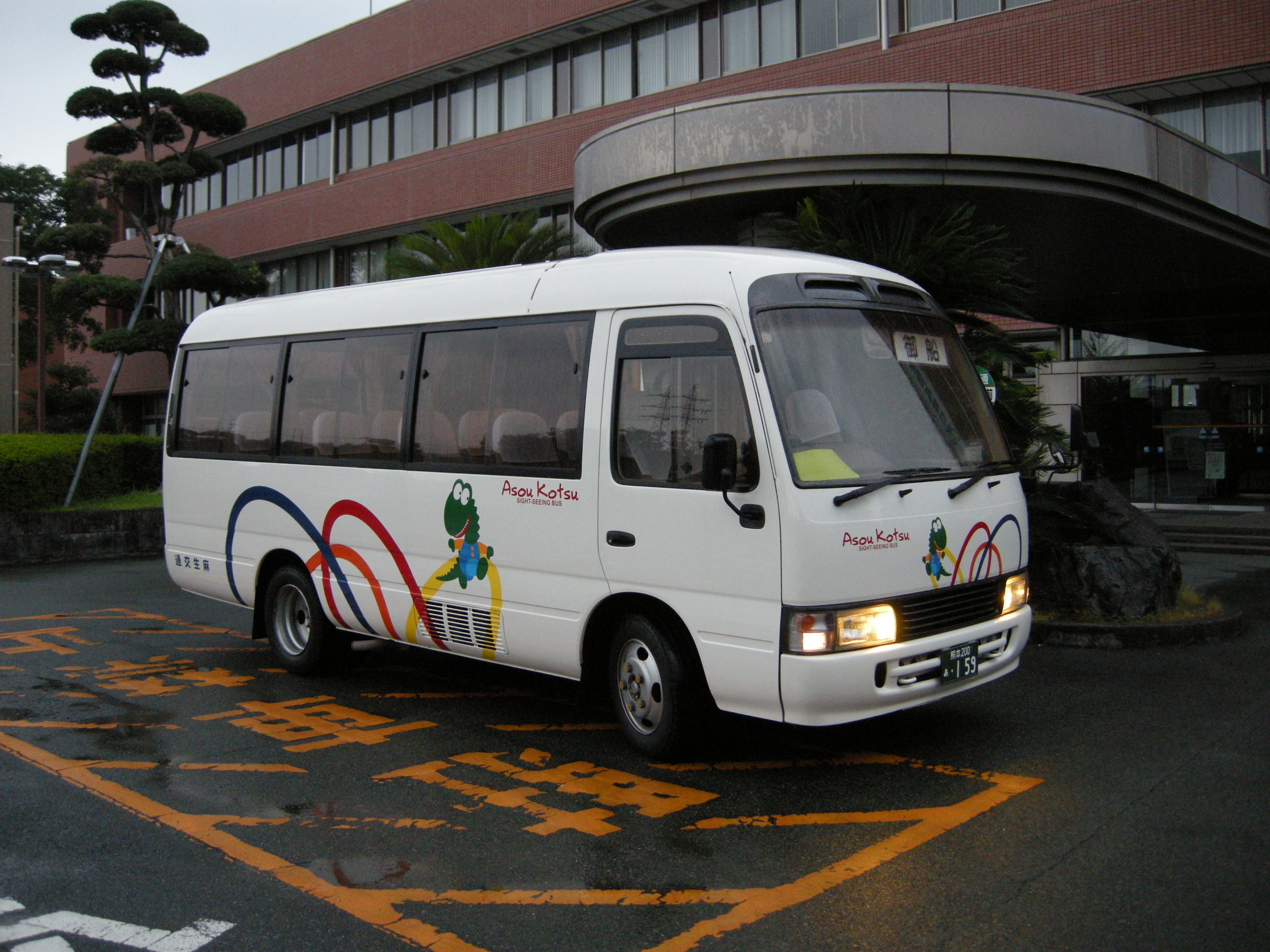
御船町コミュニティーバスの車両

- 日野自動車・ポンチョ　※熊本城シャトル専用車
- いすゞ自動車･ガーラ１台
- 三菱ふそう･エアロエース

２台
- 日野自動車･セレガ1台
- 日野自動車･メルファ1台

## 本社・営業所
- 本社
  - 熊本県上益城郡御船町滝川46
- 甲佐営業所（旧・甲佐タクシー）
  - 熊本県上益城郡甲佐町大字仁田子16-2
  - 熊本県上益城郡甲佐町大字緑町16-2
- 美里営業所（旧・中央観光タクシー）
  - 熊本県下益城郡美里町堅志田98